# Уфимские автовокзалы

Северный автовокзал

В Уфе, Республика Башкортостан, действуют два автовокзала: Южный и Северный, которые являются крупными транспортными узлами. Автобусный парк обоих автовокзалов обслуживает до 300 междугородних маршрутов и до 500 пригородных маршрутов. Автобусные рейсы соединяют Уфу со всеми районами Башкортостана, а также с такими городами как Екатеринбург, Оренбург, Пермь, Челябинск, Магнитогорск, Астрахань, Казань, Тольятти, Тюмень, Сочи, Москва, Санкт-Петербург и др.

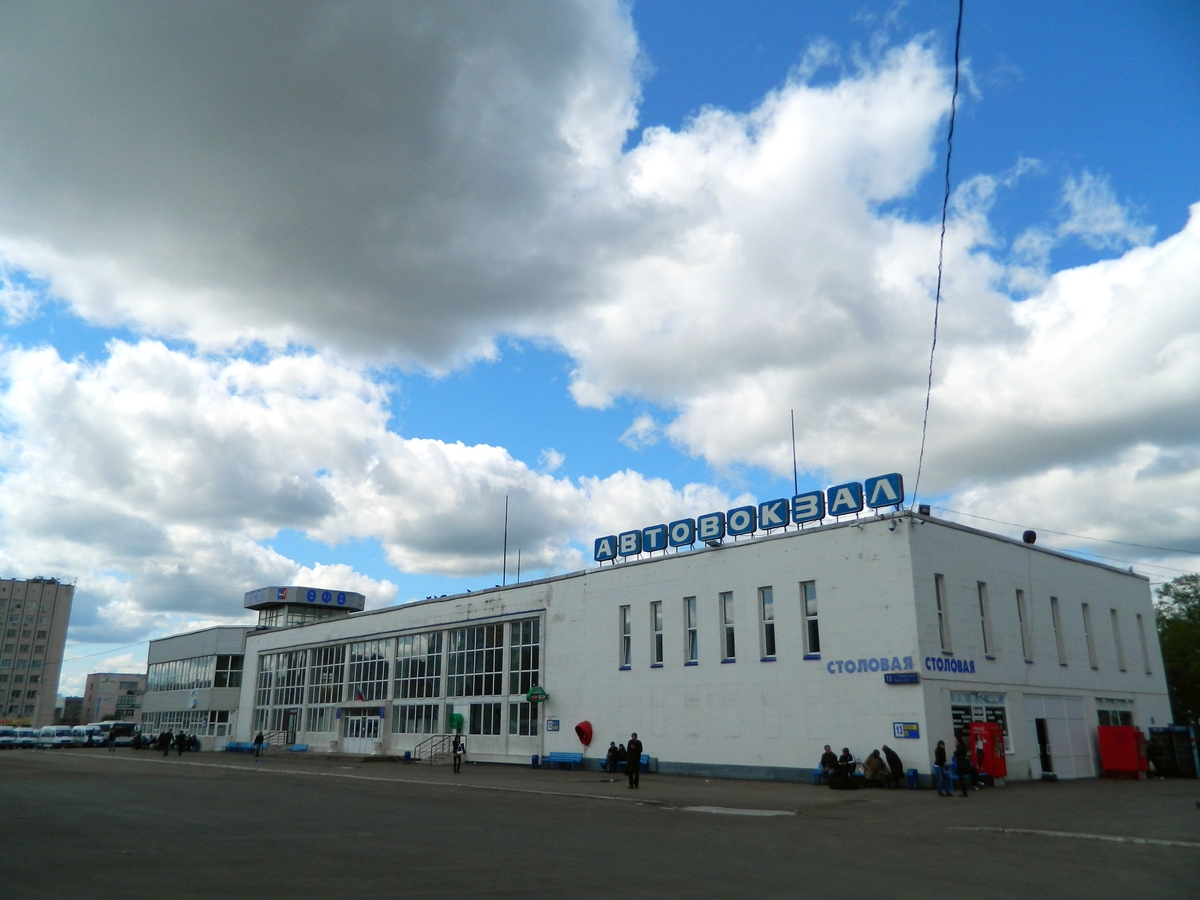
Южный автовокзал

## Автовокзалы

### Южный
Южный автовокзал был открыт в 1968 г. по улице Зорге и в 1986—1987 гг. прошёл реконструкцию, в ходе которой к основному зданию были добавлены две дополнительные пристройки. Он именовался просто автовокзалом до 1992 г., когда открылся новый автовокзал — Северный.
Южный автовокзал обслуживает западное, южное и восточное направления междугородних автобусных маршрутов. Предполагается перенос Южного автовокзала с улицы Рихарда Зорге на проспект Салавата Юлаева

### Северный
Северный автовокзал был открыт в 1992 г. Он обслуживает северное и северо-восточное направления автобусных маршрутов. В 2013 г. был закрыт на ремонт.

## История
Впервые автомобильные перевозки на регулярной основе были организованы в Уфе в 1924 г. Для этого были использованы три грузовика с местами для пассажиров. Первый междугородний маршрут Уфа — Стерлитамак был открыт в 1927 г.
Самый первый автовокзал был открыт в Уфе на пересечении улиц Карла Маркса и Свердлова летом 1937 г. Этот автовокзал уже имел зал ожидания, комнату матери и ребёнка, а также читальный зал. До начала Великой Отечественной войны было организовано регулярное автобусное сообщение Уфы с Белорецком, Оренбургом, Мелеузом, Янаулом, Караиделью, Чекмагушем, Дюртюлями, Кушнаренково.